# Dipolieia
Dipolieia (altgriechisch Διπολεῖα, manchmal auch Διιπόλια Diipolia oder Διπόλια Dipolia) war im antiken Griechenland eine Feierlichkeit zu Ehren des Zeus Polieus, die in Athen am 14. Tag des Monats Skirophorion (Juni–Juli) stattfand.
Höhepunkt und vielleicht einzige Zeremonie der Feierlichkeit war das Buphonia-Opfer, bei dem ein Stier geopfert und das Opfermesser daraufhin rituell verurteilt wurde. Namensgebend für das Fest war der mythologische Zeuspriester Diomos, dem das erste Stieropfer zugeschrieben wurde. Ab dem Hellenismus kam das Fest außer Gebrauch.